# Taiwans flagga
Taiwans flagga, även känd som Republiken Kinas flagga (kinesiska 中華民國國旗 pinyin Zhōnghuá Mínguó Guóqí), är röd med en vit solsymbol mot blå bakgrund i kantonen. Den används av Taiwan som civil- och statsflagga till lands samt som statsflagga och örlogsflagga till sjöss.
Flaggan har sin egen sång som används bland annat vid olympiska spelen istället för statens officiella nationalsång. Orsaken till detta är trycket från Kina.

## Symbolik
Det övre kvarteret med den vita solen mot blå bakgrund formgavs 1895 av Lu Hao-tung, en medlem i Sun Yat-sens "Sällskap för att återuppväcka Kina", som avled samma år i ett av sällskapets misslyckade uppror i Guangdong. Solens tolv strålar står för framsteg, eftersom dygnet har tolv timmar enligt det traditionella kinesiska sättet att räkna. Denna flagga användes sedan som partifana för Sun Yat-sen nationalistiska parti Kuomintang.
När Sun Yat-sen grundade en rivaliserande regering i Guangzhou 1923 med syfte att ena Kina under Kuomintangs ledning lades ett rött fält till, som stod för den dominerande folkgruppen hankineser. Flaggan kallas ofta för "Blå himmel, vit sol, helröd mark" (kinesiska: 青天,  白日,  滿地紅?, pinyin: Qīng tiān, bái rì, mǎn dì hóng).

## Historik
Flaggan antogs den  8 oktober 1928 som stats- och nationsflagga för Republiken Kina. Efter det att Kuomintang flydde till Taiwan efter nederlaget i det kinesiska inbördeskriget används flaggan som statsflagga för Republiken Kina på Taiwan. Flaggans utformning fastställdes senast i lag den 23 oktober 1954.
I september 1949 införde den kommunistiska regeringen på fastlandet en ny nationsflagga med kopplingar till Sovjetunionens flagga.
Sedan enpartisystemet föll i Taiwan på 1990-talet har det funnits tal om att byta flaggan för att den nuvarande har stark koppling med kuomintang och speciellt Taiwans aboriginals anser flaggan som en symbol av förföljelser.

## Andra flaggor
|                         | Presidentens flagga, utformad 1924 och officiellt antagen 1928. |  | Vicepresidentens flagga.                            | Handelsflagga    | Handelsflagga till sjöss åren 1947–1966. Nationsflaggan används numera som handelsflagga. |
| Örlogsflagga till lands | Örlogsflagga till lands.                                        |  | Örlogsgös, är identisk med Kuomintangs partiflagga. | Historisk flagga | Tullverkets flagga åren 1937–1949.                                                        |
|                         | Tullverkets flagga sedan 1977.                                  |  | Skatteverkets flagga .                              |                  | Sjöpolisens flagga.                                                                       |

## Inofficiella flaggor
| De facto-version av flaggan | Denna flagga används av taiwanesiska idrottare som tävlar under namnet Kinesiska Taipei i de Olympiska spelen sedan 1984. |